# Klubowe mistrzostwa świata w piłce siatkowej kobiet
Klubowe mistrzostwa świata w piłce siatkowej kobiet – żeńskie rozgrywki siatkarskie będące odpowiednikiem klubowych mistrzostw świata mężczyzn. Pierwsza edycja została rozegrana w 1991 roku, gdzie gospodarzem było São Paulo. Pierwszym klubowym mistrzem świata został brazylijski Sadia Esporte Club São Paulo.
Reaktywacja rozgrywek nastąpiła w 2010 roku, gospodarzem był Katar, gdzie po szesnastu latach przerwy tytuł klubowych mistrzyń świata zdobył turecki zespół Fenerbahçe SK. Od 2013 do 2015r. te zawody odbywały się w Szwajcarii.

## Medalistki
| Edycja | Rok  | Gospodarz | Złoto                        | Srebro                    | Brąz                        |
| ------ | ---- | --------- | ---------------------------- | ------------------------- | --------------------------- |
| I      | 1991 | São Paulo | Sadia Esporte Club São Paulo | São Caetano Esporte Clube | HAOK Mladost Zagrzeb        |
| II     | 1992 | Jesi      | Olimpia Teodora              | Acqua di Fiori Minas      | Urałoczka Jekaterynburg     |
| III    | 1994 | São Paulo | Leites Nestlé                | Parmalat Matera           | Grêmio de Vôlei Osasco      |
| IV     | 2010 | Doha      | Fenerbahçe SK                | Sollys/Osasco             | Norda Foppapedretti Bergamo |
| V      | 2011 | Doha      | Rabita Baku                  | Vakifbank Stambuł         | Sollys/Osasco               |
| VI     | 2012 | Doha      | Sollys/Osasco                | Rabita Baku               | Fenerbahçe SK               |
| VII    | 2013 | Zurych    | Vakifbank Stambuł            | Unilever Volei            | Evergrande Volleyball       |
| VIII   | 2014 | Zurych    | Dinamo Kazań                 | Sollys/Osasco             | SESI/SP                     |
| IX     | 2015 | Zurych    | Eczacıbaşı Stambuł           | Dinamo Krasnodar          | Voléro Zurych               |
| X      | 2016 | Manila    | Eczacıbaşı Stambuł           | Pomì Casalmaggiore        | Vakifbank Stambuł           |
| XI     | 2017 | Kobe      | Vakifbank Stambuł            | Rexona-Sesc               | Voléro Zurych               |
| XII    | 2018 | Shaoxing  | Vakifbank Stambuł            | Minas Tênis Clube         | Eczacıbaşı Stambuł          |
| XIII   | 2019 | Shaoxing  | Imoco Volley Conegliano      | Eczacıbaşı Stambuł        | Vakifbank Stambuł           |
| XIV    | 2021 | Ankara    | Vakifbank Stambuł            | Imoco Volley Conegliano   | Fenerbahçe SK               |
| XV     | 2022 | Antalya   | Imoco Volley Conegliano      | Vakifbank Stambuł         | Eczacıbaşı Stambuł          |
| XVI    | 2023 | Hangzhou  | Eczacıbaşı Stambuł           | Vakifbank Stambuł         | Tianjin Bohai Bank          |
| XVII   | 2024 | Hangzhou  | Imoco Volley Conegliano      | Tianjin Bohai Bank        | Numia Vero Volley Milano    |

## Klasyfikacja medalowa
| Lp. | Państwo                      | złoto | srebro | brąz | Razem |
| --- | ---------------------------- | ----- | ------ | ---- | ----- |
| 1.  | Sollys/Osasco                | 1     | 2      | 2    | 5     |
| 2.  | VakıfBank SK                 | 2     | 1      | -    | 3     |
| 2.  | Rabita Baku                  | 1     | 1      | -    | 2     |
| 4.  | Fenerbahçe SK                | 1     | -      | 2    | 3     |
| 5.  | Sadia Esporte Club São Paulo | 1     | -      | -    | 1     |
| 5.  | Leites Nestlé                | 1     | -      | -    | 1     |
| 5.  | Olimpia Teodora              | 1     | -      | -    | 1     |
| 5.  | Dinamo Kazań                 | 1     | -      | -    | 1     |
| 5.  | Eczacıbaşı Stambuł           | 1     | -      | -    | 1     |
| 9.  | São Caetano Esporte Clube    | -     | 1      | -    | 1     |
| 9.  | Acqua di Fiori Minas         | -     | 1      | -    | 1     |
| 9.  | Parmalat Matera              | -     | 1      | -    | 1     |
| 9.  | Unilever Volei               | -     | 1      | -    | 1     |
| 9.  | Dinamo Krasnodar             | -     | 1      | -    | 1     |
| 14. | Norda Foppapedretti Bergamo  | -     | -      | 1    | 1     |
| 14. | Urałoczka Jekaterynburg      | -     | -      | 1    | 1     |
| 14. | HAOK Mladost Zagrzeb         | -     | -      | 1    | 1     |
| 14. | SESI/SP                      | -     | -      | 1    | 1     |
| 14. | Evergrande Volleyball        | -     | -      | 1    | 1     |
| 14. | Voléro Zurych                | -     | -      | 1    | 1     |
| 14. | Numia Vero Volley Milano     | -     | -      | 1    | 1     |